# مگس‌گیر هندی
مگس‌گیر هندی (نام علمی: Eumyias thalassinus) نام یک گونه از سرده مگس‌گیرهای فیروزه‌ای از تیره مگس‌گیران است و از هیمالیا از طریق آسیای جنوب شرقی تا سوماترا یافت می‌شود. نرهای بالغ در تمام نواحی بدن به جز چشم سیاه و دریچه خاکستری، رنگ آبی شدید دارند. ماده‌های بالغ و زیربالغ‌ها آبی روشن‌تر هستند.
مگس‌گیر هندی نیز در میان مگس‌گیرها جالب است زیرا آنها در بالای سطح تاج علوفه جستجو می‌کنند و روی سیم‌های برق یا شاخه‌های بالای درخت در معرض دید قرار می‌گیرند.
این گونه قبلاً در سرده مگس‌گیرهای نمادین قرار گرفته بود و گفته شده است که به نیلی‌مگس‌گیرها نزدیک‌تر است.